# Segunda División de Chile 1992
Segunda División de Chile 1992 var den näst högsta divisionen för fotboll i Chile under säsongen 1992. Serien spelades mellan sexton lag där alla lag mötte varandra två gånger (en gång hemma och en gång borta). Därefter gick de två främsta lagen upp i Primera División och de två närmast följande gick till uppflyttningskval. Laget på sista plats flyttades ner till Tercera División.

## Tabell
| Nr | Lag                   | S  | V  | O  | F  | GM | IM | MS  | P  |
| -- | --------------------- | -- | -- | -- | -- | -- | -- | --- | -- |
| 1  | Provincial Osorno     | 30 | 22 | 4  | 4  | 72 | 36 | +36 | 48 |
| 2  | Deportes Iquique      | 30 | 16 | 6  | 8  | 70 | 44 | +26 | 38 |
| 3  | Deportes Melipilla    | 30 | 14 | 9  | 7  | 37 | 28 | +9  | 37 |
| 4  | Regional Atacama      | 30 | 14 | 5  | 11 | 36 | 29 | +7  | 33 |
| 5  | Deportes Puerto Montt | 30 | 10 | 10 | 10 | 52 | 29 | +23 | 30 |
| 6  | Audax Italiano        | 30 | 11 | 8  | 11 | 36 | 38 | −2  | 30 |
| 7  | Unión La Calera       | 30 | 11 | 7  | 12 | 44 | 52 | −8  | 29 |
| 8  | Magallanes            | 30 | 10 | 9  | 11 | 40 | 50 | −10 | 29 |
| 9  | Unión Santa Cruz      | 30 | 10 | 8  | 12 | 46 | 46 | 0   | 28 |
| 10 | Colchagua             | 30 | 10 | 8  | 12 | 44 | 45 | −1  | 28 |
| 11 | Santiago Wanderers    | 30 | 10 | 8  | 12 | 39 | 52 | −13 | 28 |
| 12 | Deportes Arica        | 30 | 10 | 6  | 14 | 43 | 45 | −2  | 26 |
| 13 | Rangers               | 30 | 7  | 11 | 12 | 43 | 46 | −3  | 25 |
| 14 | Unión San Felipe      | 30 | 10 | 4  | 16 | 45 | 60 | −15 | 24 |
| 15 | Lota Schwager         | 30 | 7  | 10 | 13 | 34 | 50 | −16 | 24 |
| 16 | Iberia                | 30 | 7  | 9  | 14 | 34 | 55 | −21 | 23 |

## Uppflyttningskval
| Nr | Lag                | S | V | O | F | GM | IM | MS | P |
| -- | ------------------ | - | - | - | - | -- | -- | -- | - |
| 1  | Everton            | 3 | 3 | 0 | 0 | 8  | 2  | +6 | 6 |
| 2  | Deportes Melipilla | 3 | 1 | 1 | 1 | 4  | 4  | 0  | 3 |
| 3  | Cobresal           | 3 | 0 | 2 | 1 | 2  | 5  | −3 | 2 |
| 4  | Regional Atacama   | 3 | 0 | 1 | 2 | 1  | 4  | −3 | 1 |